# Olaus Petri

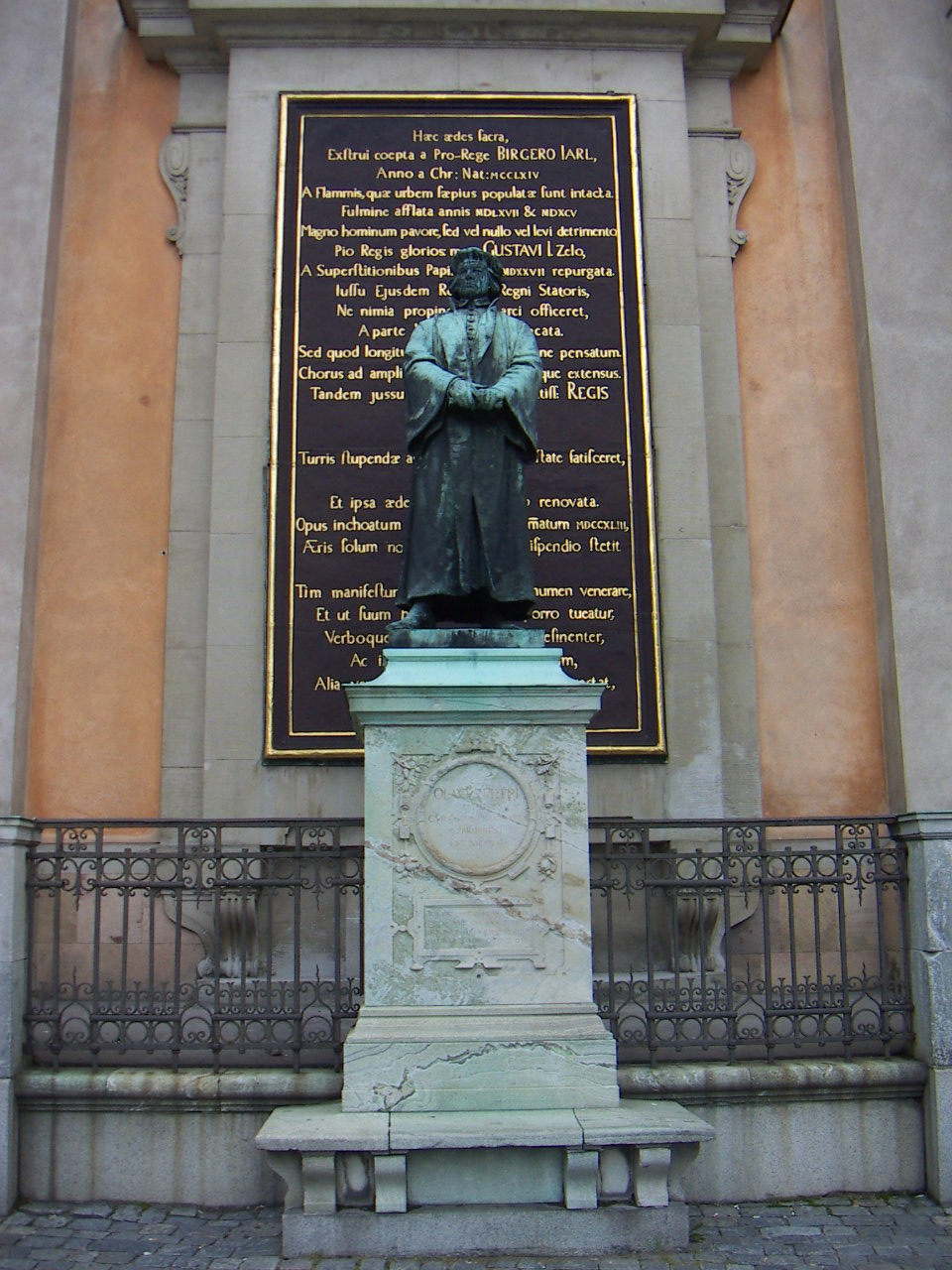
Olaus Petri Statue vor der Storkyrkan in Stockholms Gamla Stan

Olaus Petri (auch Olavus Petri oder Olav/Olof Pettersson, * 6. Januar 1493 in Örebro, Schweden; † 19. April 1552 in Stockholm) war ein Theologe und Reformator.

## Leben
Olaus Petri ist – neben seinem Bruder Laurentius und Laurentius Andreae – der eigentliche Reformator Schwedens. Wie sein jüngerer Bruder wurde er in Örebro als Sohn eines Schmiedes geboren. Seine Ausbildung erhielt er in Uppsala, in Leipzig  und in Wittenberg. In Wittenberg studierte er 1516–1518 u. a. bei Martin Luther; den Thesenanschlag erlebte er vor Ort mit.
Als Magister kehrte er nach Schweden zurück und wurde Sekretär des Bischofs von Strängnäs und Reichskanzlers Matthias Gregorii (oder Gregersson). 1520 war er Augenzeuge des Stockholmer Blutbades, dem auch sein Dienstherr zum Opfer fiel. Im selben Jahr empfing er die Weihe zum Diakon und war als solcher in Strängnäs tätig. Bereits dort predigte Petri reformatorisch. Trotz eines vom Erzbischof in Uppsala ausgesprochenen Kirchenbannes gegen Olaus und dessen Bruder Laurentius Petri konnten sie dank des Schutzes des 1523 in Strängnäs zum König gewählten Gustav I. Wasa weiterhin reformatorisch predigen.
1524 wurde Petri als Stadtsekretär und Prediger in der St.-Nicolai-Kirche („Storkyrkan“) in Stockholm. So wirkte Petri als wichtigster Motor der Reformation im Schweden der 1520er Jahre. Die königliche Duldung und Förderung der Reformation ermöglichte es Olaus Petri im Februar 1525 die Ehe einzugehen. Damit folgte er dem Beispiel des ersten finnischen Reformators Peter Särkilahti, der bereits während seines Studienaufenthaltes in Wittenberg (vor 1522) eine Ehe eingegangen war. 1526 war er an der Herausgabe einer Übersetzung des Neuen Testaments beteiligt.
Nach dem Reformationsreichstag in Västerås 1527 verfasste er eine Reihe von Schriften, die die Reformen festigen sollten. Darunter waren ein Heft mit Chorälen, eine Postille und ein Hirtenbrief an die Pastoren im Lande. 1528 hielt er die Predigt zur Krönung des Königs, die als En Christelighen formaning til Sweriges inbyggiare gedruckt wurde. Er erarbeitete nach Vorbild der lutherischen Deutschen Messe die Gottesdienstordnung Then swenska messan 1531. Auch an der vollständigen Bibelübersetzung, die 1541 als Gustav-Wasa-Bibel erschien, beteiligte er sich.
1531 machte der König Olaus Petri gegen dessen Willen zum Kanzler des Reiches, ließ ihn aber 1533 wieder zu seiner theologischen Tätigkeit zurückkehren. Olaus Petri missbilligte die rücksichtslose Plünderung der Kirchen durch den König und das königliche Streben nach der uneingeschränkten Macht über die Schwedische Kirche. Der Konflikt zwischen dem König und dem Reformator kulminierte 1539–40 in dem Todesurteil über Olaus Petri und Laurentius Andreae. Das Urteil wurde später in eine hohe Geldstrafe umgewandelt. Später wurde er begnadigt und wieder zum Stadtpfarrer ernannt.
Um 1530 verfasste er die Chronik En swensk crönika, die das Mittelalter kritisch behandelte. Der misstrauische Gustav Wasa sah darin eine indirekte Kritik seiner Person und veranlasste, dass sie nicht gedruckt wurde. Erst 1818 kam sie in den Druck. Seine Domarregler, ein Leitfaden für Richter, wurde dagegen von Beginn viel verwendet; sie bildeten die Grundlage für die erste gesamtschwedische Gesetzgebung im Jahre 1734 und gehören bis heute zu den Gesetzsammlungen. Seine 1550 veröffentlichte Tobie Comedia (eine Dramatisierung des apokryphen Buches Tobit) gilt als erstes schwedisches Schauspiel.
1549 wurde Petri in die Kommission der Begutachtung des Augsburger Interims berufen. Nach seinem Tod wurde er in der Storkyrkan beerdigt.

## Rezeption
Vor der Stockholmer Storkyrkan, Petris Hauptwirkungsstätte, steht eine 1896 von Theodor Lundberg geschaffene Statue. Eine gemeinsame Skulptur von Olaus und seinem Bruder Laurentius, geschaffen 1929–1934 durch Nils Sjögren, steht vor der Olaus Petri kyrka in Örebro. Auch in anderen schwedischen Städten sind Kirchengebäude nach Olaus Petri benannt.
Um die Person des Olaus Petri ranken sich etliche Legenden und historische Erzählungen. So wird berichtet, dass er beim Tod seines Vaters die Mönche, die das Totengebet an der Bahre lesen wollten, aus dem Haus warf. Bei einer seiner Predigten in der Hauptkirche Stockholms sollen sich die Zuhörer so über seine Worte erregt haben, dass sie ihre Holzschuhe auszogen und nach dem Prediger warfen. Dieser musste hinter der Brüstung der Kanzel vor den Wurfgeschossen Schutz suchen.
August Strindberg behandelte Olaus Petri in dem Stück Meister Olof (Mäster Olof) von 1881, das ihm den Durchbruch als Dramatiker brachte.

## Gedenktage
- Evangelische Kirche in Deutschland: 27. Oktober im Evangelischen Namenkalender[6]
- Evangelisch-Lutherische Kirche in Amerika: 19. April[7]

## Werke
- Olaus Petri: Samlade skrifter. [Gesammelte Schriften.] 4 Bde. Uppsala 1914–1917
- Hans Ulrich Bächtold, Hans-Peter Naumann (Hrsg.): Olavus Petri und die Reformation in Schweden. Schriften aus den Jahren 1528–1531. Zug/CH, Achius 2002, ISBN 3-905351-04-8.